# Кармилла (фильм, 1999)
«Кармилла» (англ. Carmilla, также известен под названием The Vampire Carmilla) — фильм 1999 года режиссёров Дениса Темплтона и Тома ЛеПина. Фильм основан на новелле 1872 года «Кармилла» Джозефа Шеридана Ле Фаню, послужившей основой для множества фильмов о вампирах-женщинах.

## Сюжет
Лора пытается выяснить, что случилось с её сестрой. Она приезжает в заброшенный уединённый город, где та жила. Ей удаётся отыскать дневник сестры. Из него Лора узнаёт, что Моник вступила в связь с таинственной девушкой Кармиллой, которая привела её в опасный и страшный мир вампиров.

## Актёрский состав
| В ролях          |  | Персонаж            |
| ---------------- |  | ------------------- |
| Стася Кроуфорд   |  | Лора                |
| Марина Морган    |  | Моник               |
| Бутси Кейрнс     |  | Милларка / Кармилла |
| Дон Мари Псалтис |  | Рейчел              |